# Dafne (Strauss)
Daphne, tragedia bucólica en un acto (el título en alemán es Daphne – Bukolische Tragödie in einem Aufzug, TrV 272) es una ópera en un acto con música de Richard Strauss y libreto en alemán de Joseph Gregor, basada en el mito de Daphne. Se estrenó el 15 de octubre de 1938 en la Staatsoper de Dresde.

## La obra
El libreto fue escrito por Joseph Gregor basándose libremente en la obra de Ovidio. En la mitología griega Dafne (en griego, Δάφνη: ‘laurel’) era una dríade hija del dios río Ladón de Arcadia con Gea o del dios río Peneo de Tesalia con Creúsa, una ninfa de las aguas que además era sacerdotisa de Gea.
Dafne fue perseguida por Apolo, a quien Eros había disparado una flecha dorada para que se enamorase de ella, pues estaba celoso porque Apolo había bromeado sobre sus habilidades como arquero. Durante la persecución, Dafne imploró ayuda al dios del río Peneo, quien la transformó en laurel, árbol que desde ese momento se convirtió en sagrado para Apolo.
La ópera pertenece al último período del compositor y es una de las más líricas de toda su producción. La parte de Daphne para soprano es una de las más difíciles del repertorio y culmina en la gran escena de la transformación o metamorfosis.
En un ensayo, Beatriz Cotello explica: «Strauss hace 'sonar' el contraste entre lo divino y lo terreno...La escena de la transformación no puede ser descripta o 'coloreada' porque no se trata de un fenómeno concreto: es la idea de la metamorfosis que toma forma en la música, por medio de sonidos envolventes combinados con notas punteadas».

## Versiones
Fue estrenada el 15 de octubre del 1938 en Dresde, Alemania dirigida por Karl Böhm (a quien está dedicada) con Margarete Teschemacher de la que existen extractos grabados. A diferencia de otras óperas de Strauss como El caballero de la rosa, Ariadne auf Naxos, Salomé, Elektra o Arabella, nunca obtuvo el éxito esperado.
En 1948, Erich Kleiber la estrenó en el Teatro Colón (Buenos Aires) con Rose Bampton, Ludwig Weber, Anton Dermota y Set Svanholm.
En los Estados Unidos, se estrenó en 1964  en la Ópera de Santa Fe con Roberta Alexander, y se ofrece esporádicamente en teatros de Europa. Esta ópera rara vez se representa en la actualidad; en las estadísticas de Operabase aparece con sólo 8 representaciones para el período 2005-2010.

## Personajes
| Personaje            | Tesitura               | Estreno de Dresde, 15 de octubre de 1938 (Director: Karl Böhm) |
| -------------------- | ---------------------- | -------------------------------------------------------------- |
| Peneios, un pescador | bajo                   | Sven Nilsson                                                   |
| Gaea, su esposa      | contralto              | Helene Jung                                                    |
| Daphne, su hija      | soprano                | Margarete Teschemacher                                         |
| Leukippos, un pastor | tenor                  | Martin Kremer                                                  |
| Apollo               | tenor                  | Torsten Ralf                                                   |
| Cuatro pastores      | barítono, tenor, bajos | Arno Schellenberg, Heinrich Tessmer, Hans Löbel, Erich Händel  |
| Dos doncellas        | sopranos               | Angela Kolniak, Marta Rohs                                     |

## Discografía
- Karl Böhm — Maria Reining, Anton Dermota, Friedrich Alsen. Viena. 1944.
- Erich Kleiber — Rose Bampton, Ludwig Weber, Anton Dermota, Set Svanholm (1948, en vivo, Teatro Colón).
- Karl Böhm — Hilde Güden, James King, Fritz Wunderlich, Paul Schlöffler[10] (1964).
- Bernard Haitink — Lucia Popp, Peter Schreier, Reiner Goldberg,[11] Kurt Moll (1984).
- Semyon Bychkov — Renée Fleming, Johan Botha, Michael Schade (2005).
- Stefan Reck — June Anderson, Roberto Saccà,[12] Scott McAllister (2005, La Fenice, 2005).